# Most
Most (en allemand : Brüx) est une ville de la région d'Ústí nad Labem en Tchéquie et le chef-lieu du district de Most. Sa population s'élevait à 63 856 habitants en 2023.

## Géographie
Most est arrosée par la Bílina, qui s'écoule depuis les Monts Métallifères, et se trouve à 22 km au sud-ouest de Teplice, à 35 km au sud-ouest d'Ústí nad Labem et à 75 km au nord-ouest de Prague, dans la basse vallée de la Bílina.

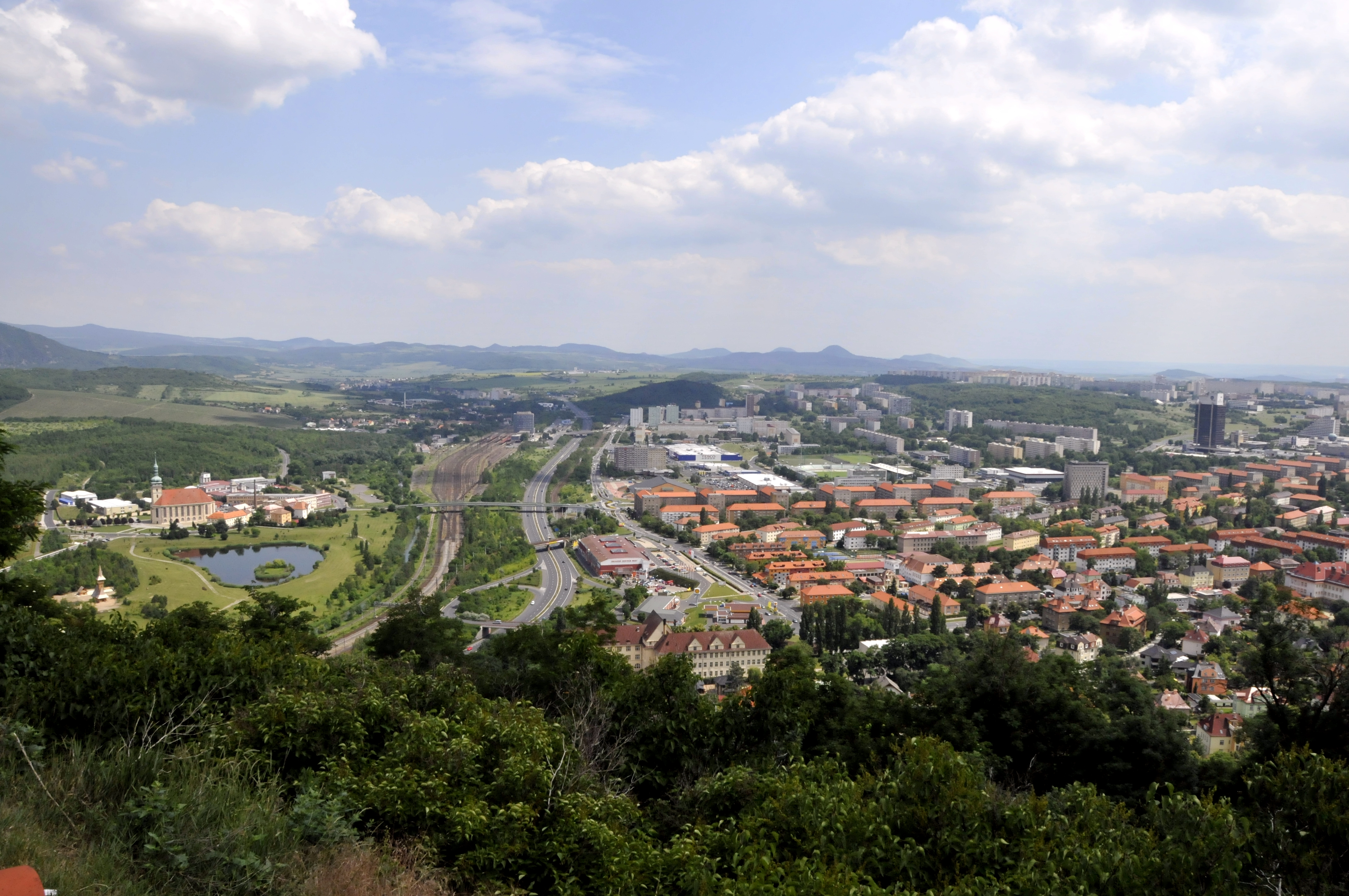
Panorama de Most.

La commune est limitée par Horní Jiřetín, Litvínov et Mariánské Radčice au nord, par Braňany, Obrnice et Korozluky à l'est, par Bečov et Lišnice au sud, par Malé Březno au sud-ouest, et par Vrskmaň et Vysoká Pec à l'ouest.

## Étymologie
Le nom de la ville signifie « pont » en tchèque. Son nom allemand dérive de la même signification.

## Histoire
Mentionnée dans la Chronica Boemorum de Cosmas de Prague, Most est l'une des plus anciennes villes de Bohême.
Elle entre en déclin après la guerre de Trente Ans mais connaît une période de prospérité économique à partir de la seconde moitié du XIXe siècle avec le développement des industries minières (charbon, lignite) et d'autres activités industrielles utilisant cette source d'énergie.
Jusqu'en 1918, la ville faisait partie de l'empire d'Autriche, puis d'Autriche-Hongrie (Cisleithanie après le compromis de 1867), district de Brüx, un des 94 Bezirkshauptmannschaften en Bohême.
En 1895, un glissement de terrain engloutit certaines maisons et leurs habitants.
Pendant la Seconde Guerre mondiale s'y trouvait le Stalag IV-C (en).
Elle a été habitée principalement par des Allemands des Sudètes jusqu'à l'expulsion de ceux-ci en 1945, à la suite des décrets Beneš.
Fait rare dans l'histoire des villes, Most a été littéralement « déménagée » dans les années 1960 pour faire place aux activités minières extensives d'extraction du lignite. Le centre historique a été détruit par explosifs à l'exception d'une église, celle de l'Annonciation à la Vierge Marie (voir photo) qui a été préservée : retirée de ses fondations, elle fut déplacée sur une voie ferrée de 841 m en l'espace de 28 jours, à raison de 30 m par jour en octobre 1975. Les autres immeubles ont simplement été démolis et une ville nouvelle érigée à quelque distance prit la suite.
On peut dire que Most avait ainsi perdu son âme. C'était une ville mal aimée et peu attrayante, œuvre de l'urbanisme communiste, d'autant que la ville et la région ont longtemps été victimes des pluies acides.
Depuis 1989, beaucoup d'énergie et de moyens financiers sont investis pour développer cette région et la ville de Most. On a réussi à renouveler les espaces verts et à limiter les industries polluantes.
En 2009, la ville de Most a accueilli un évènement mondial : le « 18th international meeting of 2cv friends », qui rassembla pas moins de 3 335 voitures (2CV et dérivés) et 7 698 personnes pendant une semaine de rencontre et de fête.
La ville a aussi longtemps abrité une communauté juive et sa synagogue.

## Population
Recensements ou estimations de la population de la commune dans ses limites actuelles :
| 1869*  | 1880*  | 1890*  | 1900*  | 1910*  | 1921*  |
| ------ | ------ | ------ | ------ | ------ | ------ |
| 11 262 | 18 649 | 27 292 | 40 701 | 48 621 | 51 727 |

| 1930*  | 1950*  | 1961*  | 1970*  | 1980*  | 1991*  |
| ------ | ------ | ------ | ------ | ------ | ------ |
| 56 751 | 46 328 | 56 857 | 61 158 | 61 543 | 70 670 |

| 2001*  | 2011*  | 2014   | 2015   | 2016   | 2017   |
| ------ | ------ | ------ | ------ | ------ | ------ |
| 68 263 | 65 193 | 67 332 | 67 089 | 67 002 | 66 768 |

| 2018   | 2019   | 2020   | 2021*  | 2022   | 2023   |
| ------ | ------ | ------ | ------ | ------ | ------ |
| 66 644 | 66 186 | 66 034 | 61 306 | 62 866 | 63 856 |

## Personnalités
- Ivan Hlinka, Martin Ručinský, Marek Židlický, Pavel Rosa, joueurs de hockey sur glace
- Iveta Benešová (1983-), joueuse de tennis
- Florian Leopold Gassmann (1729-1774), compositeur
- Andreas Hammerschmidt (1611/12-1675), compositeur et organiste de l'époque baroque
- Petr Johana (1976), joueur de football

## Transports
Par la route, Most se trouve à 23 km de Chomutov, à 44 km d'Ústí nad Labem et à 93 km de Prague.

## Fiction
Dans le cycle de science-fiction Wang de Pierre Bordage (qui se passe au XXIIIe s.), c'est à Most que se trouve la seule porte permettant de franchir, un jour par année, le rideau électromagnétique qui sépare l'Orient de l'Occident.

## Sport
La ville est notamment connue pour son club féminin de handball, le DHK Baník Most, vainqueur de dix Championnats de Tchéquie entre 2013 et 2024.

## Culture
- Théâtre des travailleurs